# 22630 Велмес
22630 Велмес (22630 Wallmuth) — астероїд головного поясу, відкритий 22 травня 1998 року.
Тіссеранів параметр щодо Юпітера — 3,477.